# Hans-Erich Volkmann
Hans-Erich Volkmann (* 15. März 1938 in Montabaur) ist ein deutscher Historiker.

## Leben und Wirken
Nach seinem Studium der Geschichte, Germanistik, Philosophie und Pädagogik (1957–1963) wurde er 1963 bei Gotthold Rhode an der Philosophischen Fakultät der Universität Mainz in Osteuropäischer Geschichte mit der Dissertation Die russische Emigration in Deutschland 1919–1929 zum Dr. phil. promoviert. 1971 habilitierte er sich dort in Neuerer und Neuester Geschichte mit der durch Rhode betreuten Arbeit Die deutsche Baltikumpolitik zwischen Brest-Litovsk und Compiègne. Ein Beitrag zur „Kriegszieldiskussion“. Gleichzeitig erhielt er den Titel eines Professors auf Lebenszeit. 1973 wurde er zum außerplanmäßigen Professor an der Uni Mainz ernannt. Ab 1982 lehrte er als außerplanmäßiger Professor für Neuere und Neueste Geschichte an der Universität Freiburg i. Br. Zu seinen akademischen Schülern gehören u. a. Bernd Lemke und Rolf-Dieter Müller.
Von 1971 bis 1993 war Hans-Erich Volkmann als Wissenschaftler am Militärgeschichtlichen Forschungsamt (MGFA) in Freiburg i. Br. tätig; nach dessen Umzug nach Potsdam wirkte er dort von 1993 bis 2003 als Direktor und Professor sowie Leiter der Abteilung Forschung.
Seine Forschungs- und Lehrschwerpunkte sind Politische und Wirtschafts-Geschichte des Zeitalters der Weltkriege, insbesondere der nationalsozialistischen Kriegswirtschaft, ergänzend auch die Politik-, Militär- und Wirtschaftsgeschichte während der Adenauer-Ära der Bundesrepublik Deutschland. 1999 wurde ihm das Bundesverdienstkreuz am Bande verliehen.
Er respektierte die unbestrittenen wissenschaftlichen Leistungen einzelner DDR-Historiker und setzte sich für deren Integration ein. In dem von ihm herausgegeben deutsch-deutschen Sammelband Das Russlandbild im Dritten Reich publizierten die ehemaligen DDR-Historiker Manfred Weißbecker, Gerhart Hass, Paul Heider, Kurt Meier und Achim Thom.
Er war zunächst Mitglied der CDU, wechselte 1971 zur SPD. Kommunalpolitisch war Volkmann als Mitglied des Magistrats in Cappel (Marburg), später als Mitglied des Gemeinderats in Buchenbach bei Freiburg tätig.

## Veröffentlichungen (Auswahl)
Als Autor
- Die russische Emigration in Deutschland 1919–1929. Würzburg 1966 (zugleich Dissertation).
- Die deutsche Baltikumpolitik zwischen Brest-Litovsk und Compiègne. Böhlau, Köln/Wien 1970 (zugleich Habil.-Schrift).
- Wirtschaft im Dritten Reich. Eine Bibliographie. 2 Bände, München 1980, Koblenz 1984.
- mit Wilhelm Deist, Manfred Messerschmidt und Wolfram Wette: Ursachen und Voraussetzungen des Zweiten Weltkrieges (= Fischer-Taschenbuch, Nr. 2480), Frankfurt am Main 1989.
- Ökonomie und Expansion. Grundzüge der NS-Wirtschaftspolitik. Ausgewählte Schriften. Hrsg. von Bernhard Chiari, München 2003.
- Luxemburg im Zeichen des Hakenkreuzes. Eine politische Wirtschaftsgeschichte 1933 bis 1944. Paderborn/München/Wien/Zürich 2010.
- Die Polenpolitik des Kaiserreichs. Prolog zum Zeitalter der Weltkriege. Schöningh, Paderborn 2016, ISBN 978-3-506-78433-9.

Als Herausgeber
- Die Krise des Parlamentarismus in Ostmitteleuropa zwischen den beiden Weltkriegen. Marburg 1967.
- Das Russlandbild im Dritten Reich. Köln/Weimar/Wien 1994.
- Ende des Dritten Reiches – Ende des Zweiten Weltkrieges. Eine perspektivische Rückschau (= Serie Piper, Band 2056). München/Zürich 1995.
- Quellen zur Innenpolitik in der Ära Adenauer 1949–1963. Darmstadt 2005.
- Der Bundestagsausschuss für Verteidigung und seine Vorläufer (Protokolle). Band 1, Düsseldorf 2006.

Als Mitherausgeber
- Militärgeschichtliche Zeitschrift.
- mit Friedrich Forstmeier: Wirtschaft und Rüstung am Vorabend des Zweiten Weltkrieges. Düsseldorf 1975.
- mit Friedrich Forstmeier: Kriegswirtschaft und Rüstung 1939–1945. Düsseldorf 1977.
- mit Walter Schwengler: Die europäische Verteidigungsgemeinschaft. Boppard a. Rhein 1985.
- mit Bruno Thoß: Zwischen Kaltem Krieg und Entspannung. Boppard a. Rhein 1988.
- mit Rolf-Dieter Müller: Die Wehrmacht. Mythos und Realität. München 1999.
- mit Bruno Thoß: Erster Weltkrieg – Zweiter Weltkrieg. Ein Vergleich. Paderborn/München/Wien/Zürich 2002.